# الهواورة (مسكورة)
الهواورة هو دُوَّار يقع بجماعة مسكورة، إقليم سطات، جهة الدار البيضاء سطات في المملكة المغربية. ينتمي الدوّار لمشيخة مسكورة التي تضم 11 دوار. يقدر عدد سكانه بـ 632 نسمة حسب الإحصاء الرسمي للسكان والسكنى لسنة 2004.

## روابط خارجية
- البوابة الوطنية للجماعات الترابية
- المندوبية السامية للتخطيط